# متلازمة راسموسن
متلازمة راسموسن (بالإنجليزية: Rasmussen syndrome)‏ هي حالة تتميز بوجود أورام ظهارية شعرية مُتعددة.